# Conopodium thalictrifolium
Conopodium thalictrifolium es una especie de planta herbácea de la familia de las apiáceas.

## Taxonomía
La especie fue descrita inicialmente como Bunium thalictrifolium por Pierre Edmond Boissier y publicada en Elenchus Plantarum Novarum 45, en 1838, actualmente es tanto un sinónimo como el basónimo de esta; y ulteriormente sería transferida al género Conopodium por Vittorio Calestani en Webbia 1: 279, en 1905.

#### Etimología
Véase: Conopodium
thalictrifolium: epíteto que combina el nombre del género Thalictrum y el vocablo latino folium; "hoja"; propiamente "con hojas como Thalictrum", refiriéndose a la similitud en la apariencia concreta de las hojas de la planta con las especies de susodicho género.

## Nombres comunes
- Castellano: amacuca, chufera, macuca y terreños.[5]